# Општина Фантанеле (Муреш)
Фантанеле (рум. Fântânele) општина је у Румунији у округу Муреш.
Oпштина се налази на надморској висини од 381 m.